# Holger Jung (Komponist)
Holger Aurel Jung (* 1972 in Coburg) ist ein deutscher Komponist.

## Leben
Holger Jung wuchs in Oberammergau auf. Er wirkte schon während der Schulzeit als Orchestermitglied bei den Passionsspielen und in Konzerten mit und brachte eigene Kompositionen zur Aufführung. Nach dem Abitur studierte er Komposition an der Hochschule für Musik und Theater in München bei Dieter Acker und Enjott Schneider und wurde dann als freischaffender Komponist und Arrangeur in unterschiedlichen musikalischen Bereichen tätig. Hierbei beherrscht er sowohl das Instrumentarium und den Stil der klassischen Symphonik und Vokalmusik als auch von Musical, Jazz und Rockmusik und versteht es, diese Richtungen zu einem stimmigen Ganzen zusammenzuführen. Daneben arbeitet er als Musikpädagoge, Dozent für Musiktheorie und Korrepetitor.

## Preise und Auszeichnungen
- Für sein Hornkonzert 96 erhielt er den Förderpreis für Nachwuchskünstler im Bezirk Oberbayern.
- Sein Divertimento für E-Gitarre und Kammerorchester wurde 1999 mit einem Preis der Franz-Josef-Reinl-Stiftung ausgezeichnet.

## Werke (Auswahl)
- Santa Fe Express für Klarinette und Orchester (1998)
- Musik zum Film Majestät brauchen Sonne (1999)
- Shiraz für Percussion-Quartett (2002)[4]
- Les Chants d’Avignon nach Texten von Max Kruse (2006)
- Molino a fuoco für Percussion und Blechbläserquintett (2013)
- Liederzyklus „Die lasterhaften Balladen des François Villon“ für Bariton und Klavier (2009) – Version für Tenor (2013)
- Deborah. Rockoper für Soli, Chor, Band und Orchester nach einer biblischen Erzählung aus dem Buch der Richter (2013)[5]
- Andalusische Variationen für Hackbrett und Orchester (2015)[6]
- Luther – musical pictures. Gospelkantate für Spiritual-Mezzosopran, Bariton, Chor und kleines Orchester (2017)[7][8]
- Magnificat für Soli, Chor und kleines Orchester (2019)[9]
- De Profundis – liturgische Suite für Orgel und Percussion (2021/22)